# 단풍당

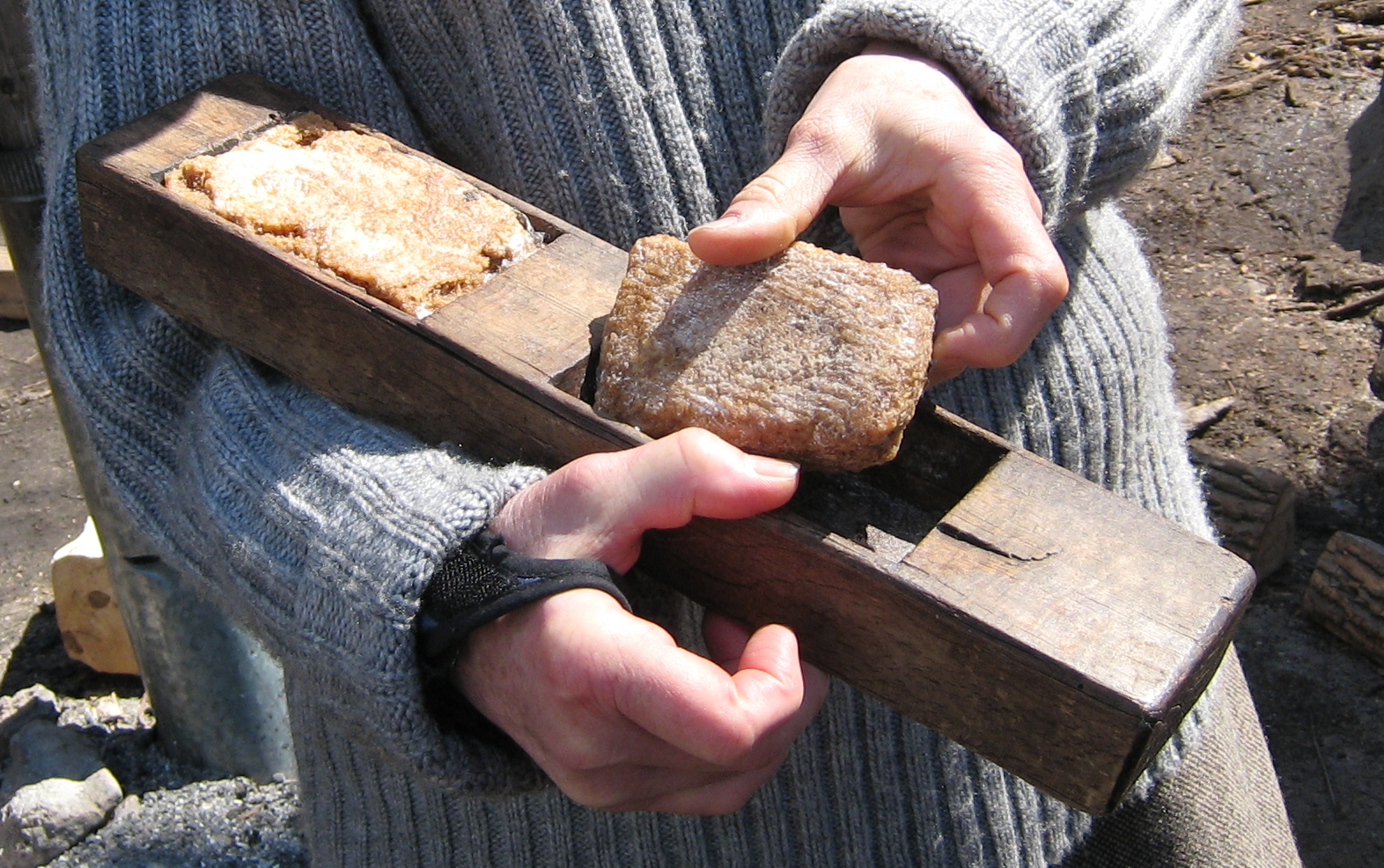
단풍당

단풍당(丹楓糖, 영어: maple sugar 메이플 슈거[*]), 단풍 설탕(丹楓雪糖) 또는 단풍나무 설탕(丹楓--雪糖)은 설탕단풍나무에서 얻은 당 또는 설탕이다. 
사탕수수당이나 사탕무당, 야자당하고 구분된다. 
설탕단풍나무의 수액을, 메이플 시럽이나 메이플 태피를 만드는 데 필요한 시간보다 더 오랫동안 끓였을 때 남는 물질이다.

모든 수분이 증발해버리면 고체의 설탕이 남게 된다.
그 성분을 보면, 90%의 자당(蔗糖)과 10%의 포도당 및 과당(果糖)으로 되어 있다.
메이플 슈거는 보통 압착된 덩어리나 반투명의 캔디의 형태로 팔린다. 
메이플 슈거를 만드는 것은 매우 어려운데, 설탕이 쉽게 타버리므로 세심한 기술이 필요하기 때문이다. 
또한 메이플 슈거는 일반 과립 설탕보다 2배 정도 더 달다.

## 같이 보기
- 사탕무당
- 사탕수수당
- 야자당